# زال‌سیتابین
زال‌سیتابین (انگلیسی: Zalcitabine) (2'-3'-dideoxycytidine, ddC) همچنین به نام دی اکسی سیتیدین، یک مهارکننده آنالوگ نوکلئوزیدی ترانس کریپتاز معکوس (NRTI) است که با نام تجاری Hivid فروخته می‌شود. زال‌سیتابین سومین ضدرتروویروسی بود که توسط FDA برای درمان ایدز تایید شد. این دارو به عنوان بخشی از یک رژیم ترکیبی استفاده می‌شود.
زال‌سیتابین نسبت به سایر نوکلئوزیدی‌های RTI قوی‌تر به نظر می‌رسد، دارای دفعات نامناسب سه بار در روز است و با عوارض جانبی جدی همراه است. به همین دلایل در حال حاضر به ندرت برای درمان ویروس نقص ایمنی انسانی (HIV) استفاده می‌شود، و حتی در برخی کشورها به طور کامل از داروخانه‌ها حذف شده است.

## مکانیسم عمل
زال‌سیتابین آنالوگ پیریمیدین است. این ماده یک مشتق از دئوکسی سیتیدین طبیعی است که با جایگزین کردن گروه هیدروکسیل در موقعیت ۳ با یک هیدروژن ساخته می‌شود.
در سلول‌های T و سایر سلول‌های هدف HIV به شکل تری فسفات فعال آن، ddCTP، فسفریله می‌شود. این متابولیت فعال به عنوان بستری برای ترانس کریپتاز معکوس HIV و همچنین با الحاق به DNA ویروسی عمل می‌کند و از این رو طولانی شدن زنجیره را به دلیل وجود گروه هیدروکسیل از دست می‌دهد. از آنجایی که زال‌سیتابین یک مهارکننده ترانس کریپتاز معکوس است، تنها در برابر رتروویروس‌ها فعالیت دارد.

## فارماکوکینتیک
زال‌سیتابین دارای میزان جذب خوراکی بسیار بالایی بیش از ۸۰ درصد است. غالباً از راه کلیوی با نیمه عمر ۲ ساعت دفع می‌شود.

## تداخلات دارویی
لامیوودین (3TC) به طور قابل توجهی فسفوریلاسیون درون سلولی زال‌سیتابین را به شکل فعال مهار می‌کند و بر این اساس این داروها نباید با هم تجویز شوند.
افزون بر این، زال‌سیتابین نباید با سایر داروهایی که می‌توانند باعث نوروپاتی محیطی شوند، مانند دیدانوزین و استاوودین استفاده شود.